# Marasmiellus trabutii
Marasmiellus trabutii är en svampart som tillhör divisionen basidiesvampar, och som först beskrevs av Maire, och fick sitt nu gällande namn av Rolf Singer. Marasmiellus trabutii ingår i släktet Marasmiellus, och familjen Omphalotaceae. Arten har ej påträffats i Sverige.